# فأر مقدوني
فأر مقدوني (الاسم العلمي: Mus macedonicus) (بالإنجليزية: Macedonian Mouse)‏ هو نوع من الحيوانات يتبع جنس الفأر من الفصيلة الفأرية.